# Суперкубок Гонконгу з футболу
Суперкубок Гонконгу з футболу — одноматчевий футбольний клубний турнір у Гонконзі. У суперкубку зустрічається чемпіон країни та переможець національного кубку минулого сезону.

## Фінали
| Сезон   | Переможець    | Фіналіст      | Рахунок       |
| ------- | ------------- | ------------- | ------------- |
| 2009    | Кітчі         | Саут Чайна    | 2–0           |
| 2010-13 | не проводився | не проводився | не проводився |
| 2014    | Саут Чайна    | Кітчі         | 2–0           |
| 2015    | Саут Чайна    | Кітчі         | 2–0           |
| 2016    | Істерн        | Кітчі         | 3–1           |
| 2017    | Кітчі         | Істерн        | 2–1           |
| 2018    | Кітчі         | Тай По        | 1–0           |
| 2019-21 | не проводився | не проводився | не проводився |

## Титули за клубами
| Команда    | Перемоги | Фінали | Роки перемог     |
| ---------- | -------- | ------ | ---------------- |
| Кітчі      | 3        | 3      | 2009, 2017, 2018 |
| Саут Чайна | 2        | 1      | 2014, 2015       |
| Істерн     | 1        | 1      | 2016             |
| Тай По     | -        | 1      | -                |